# BMW Open 2018
BMW Open 2018 — тенісний турнір, що проходив на ґрунтових кортах у місті Мюнхен, Німеччина з 30 квітня. Належав до категорії ATP World Tour 250.

## Фінальна частина

### Одиночний розряд
Александр Зверєв —  Філіпп Кольшрайбер 6–3, 6–3

### Парний розряд
Іван Додіг /  Ражів Рам —  Нікола Мектич /  Александер Пея 6–3, 7–5